# Горман, Клифф
Клифф Го́рман (англ. Cliff Gorman; 13 октября 1936 — 5 сентября 2002) — американский актёр. Лауреат премии «Тони».

## Ранние годы
Горман родился в Куинсе, Нью-Йорк, в семье Этель Каплан и Сэмюэла Голдберга, позже взявших фамилию Горман. Он обучался в Высшей школе музыки и искусства в Манхэттене и, прежде чем окончил Нью-Йоркский университет, брал уроки в Калифорнийском университете в Лос-Анджелесе и университете Нью-Мексико.

## Карьера
Прорывом Гормана стала роль Эмори в офф-бродвейской постановке «Парни в группе», в 1968 году принёсшую ему премию Obie. Он также исполнил роль в экранизации пьесы, вышедшей в 1970 году.
Горман выиграл премии «Тони» и «Драма Деск» за исполнение роли комика Ленни Брюса в пьесе «Ленни», а в 1978 получил вторую номинацию на «Тони» за роль в пьесе Нила Саймона «Глава вторая». Он также имел небольшие роли в фильмах «Незамужняя женщина» (1978) и «Весь этот джаз» (1979).
Он сыграл Йозефа Геббельса в телефильме 1981 года «Бункер» и снялся в роли лейтенанта Эндрюса в фильме «Ангелочек» (1984). Также сыграл в фильмах: «Копы и грабители» (1973), «Розовый бутон» (1975), «Бринкс: Большое ограбление» (1976), «Незамужняя женщина» (1978) с Джилл Клейбург , «Ночь жонглёра» (1980), «Хоффа» (1992) с Джеком Николсоном и Дэнни Де Вито и «Ночь и город» (1992).
На телевидении он появился в сериалах «Закон и порядок», «Она написала убийство», «Пятница, 13-е».

## Смерть
Горман скончался 5 сентября 2002 года от лейкоза. У него осталась вдова Гейл.

## Фильмография

### Кино
| Год  | Русское название          | Оригинальное название             | Роль             | Примечания |
| ---- | ------------------------- | --------------------------------- | ---------------- | ---------- |
| 1969 | Жюстин                    | Justine                           | Тото             |            |
| 1970 | Парни в группе            | The Boys in the Band              | Эмори            |            |
| 1973 | Полицейские и разбойники  | Cops and Robbers                  | Том              |            |
| 1975 | Розовый бутон             | Rosebud                           | Яфет Хемлек      |            |
| 1978 | Незамужняя женщина        | An Unmarried Woman                | Чарли            |            |
| 1979 | Весь этот джаз            | All That Jazz                     | Дэвис Ньюман     |            |
| 1980 | Ночь жонглёра             | Night of the Juggler              | Гас Солтик       |            |
| 1984 | Ангелочек                 | Angel                             | лейтенант Эндрюс |            |
| 1992 | Ночь и город              | Night and the City                | Фил Нассерос     |            |
| 1992 | Хоффа                     | Hoffa                             | Солли Стайн      |            |
| 1999 | Пёс-призрак: путь самурая | Ghost Dog: The Way of the Samurai | Сонни Валерио    |            |
| 2000 | Король джунглей           | King of the Jungle                | Джек             |            |
| 2003 | Убить бедных              | Kill the Poor                     | Яков             |            |

### Телевидение
| Год       | Русское название           | Оригинальное название                  | Роль                   | Примечания                             |
| --------- | -------------------------- | -------------------------------------- | ---------------------- | -------------------------------------- |
| 1966      | Хоук                       | Hawk                                   | мужчина                | Эпизод: «Blind Man's Bluff»            |
| 1968      | Полиция Нью-Йорка          | N.Y.P.D.                               | Хикки                  | Эпизод: «Naked in the Streets»         |
| 1970      | Дэн Огаст                  | Dan August                             | Гарри Расселл          | Эпизод: «Passing Fair»                 |
| 1971      | Великие представления      | Great Performances                     | Кьюпи                  | Эпизод: «Paradise Lost»                |
| 1974—1975 | Полицейская история        | Police Story                           | разные роли            | Гостевые роли, 2 эпизода               |
| 1975      | Ударные силы               | Strike Force                           | детектив Джоуи Гентри  | Телевизионный фильм                    |
| 1975      | История болезни            | Medical Story                          | доктор Фрэнки Даффи    | Эпизод: «An Air Full of Death»         |
| 1975      | Молчание                   | The Silence                            | Стэнли Гринберг        | Телевизионный фильм                    |
| 1976      | Бринкс: Большое ограбление | Brinks: The Great Robbery              | Дэнни Конфорти         | Телевизионный фильм                    |
| 1976      | Гавайи 5-O                 | Hawaii Five-O                          | Роберт Хьюстон         | Эпизод: «Tour De Force, Killer Aboard» |
| 1977      | Улицы Сан-Франциско        | The Streets of San Francisco           | сержант Эдди Эрл Мак   | Эпизод: «Time Out»                     |
| 1977      |                            | Having Babies II                       | Артур Мэги             | Телевизионный фильм                    |
| 1981      | Бункер                     | The Bunker                             | Йозеф Геббельс         | Телевизионный фильм                    |
| 1982      | Охотник Джон               | Trapper John, M.D.                     | Брэд Уайли             | Гостевая роль, 2 эпизода               |
| 1983      | Кокаин и голубые глаза     | Cocaine and Blue Eyes                  | Рик Анатоль            | Телевизионный фильм                    |
| 1985      | Бумажная погоня            | The Paper Chase                        | мистер Гарретт         | Эпизод: «Lasting Impressions»          |
| 1985      | Двойные неприятности       | Doubletake                             | Аарон                  | Регулярная роль, 2 эпизода             |
| 1986—1992 | Она написала убийство      | Murder, She Wrote                      | разные роли            | Гостевые роли, 2 эпизода               |
| 1987      | Пятница, 13-е              | Friday the 13th: The Series            | доктор Винсент Хоулетт | Эпизод: «Doctor Jack»                  |
| 1987      | Кегни и Лейси              | Cagney & Lacey                         | Роберт Б. Робертс      | Эпизод: «Greed»                        |
| 1988      | Спенсер                    | Spenser: For Hire                      | Джоуи                  | Эпизод: «The Big Fight»                |
| 1988      | Внутренние дела            | Internal Affairs                       | Аарон Гринберг         | Телевизионный фильм                    |
| 1989      | Кожа                       | Howard Beach: Making a Case for Murder | Бернстайн              | Телевизионный фильм                    |
| 1990      | Убийство в чёрном и белом  | Murder in Black and White              | Аарон Гринберг         | Телевизионный фильм                    |
| 1990      |                            | Murder Times Seven                     | Аарон Гринберг         | Телевизионный фильм                    |
| 1990      | Остаток чести              | Vestige of Honor                       | Сандерсон              | Телевизионный фильм                    |
| 1992      | Террор на девятом пути     | Terror on Track 9                      | сержант Аарон Гринберг | Телевизионный фильм                    |
| 1993      | Возвращение Айронсайда     | The Return of Ironside                 | Джо Макманус           | Телевизионный фильм                    |
| 1994      | Убийца оставляет цветок    | The Forget-Me-Not Murders              | Аарон                  | Телевизионный фильм                    |
| 1994      |                            | Janek: The Silent Betrayal             | детектив Гринберг      | Телевизионный фильм                    |
| 1995      | И спустился ворон          | Down Came a Blackbird                  | Ник                    | Телевизионный фильм                    |
| 1995      | Новости Нью-Йорка          | New York News                          | н/д                    | Эпизод: «The Using Game»               |
| 1996      |                            | Desert Breeze                          | н/д                    | Телевизионный фильм                    |
| 1998      | Закон и порядок            | Law & Order                            | судья Гэри Фелдман     | Гостевая роль, 3 эпизода               |
| 1999      | Шестидесятые               | The '60s                               | отец Дэниел Берриган   | Регулярная роль, 2 эпизода             |